# 中田アップ
中田 アップ（なかた あっぷ、1937年 - ）は、お笑い芸人。本名は今洲賢康。現在は引退。中田ダイマル・ラケット門下。

## 来歴・人物
- 1959年に中田チャックとして、玉松キャップとコンビを結成する。
- 1964年に三遊亭柳枝門下の泉スナップとコンビを結成。平行して吉本ヴァラエティにも出演した。
- 1968年に中田ファスナーに改名し、中田キャップとのコンビを結成する。
- 1970年に中田アップに改名し、夢乃ダウンとのコンビを結成する。
- 1972年に中田ロングとのコンビを結成する。
- その後は弟子の中田ヒッチ・ピッチとトリオ「日の丸トリオ」を結成した。
- 後にヒッチが脱退し、ピッチとのコンビとして1980年代まで活動していた。

また多趣味・副業にも力を入れミミズの養殖や、ボクシングトレーナー、信用金庫の理事なども務めた。
また1970年代後半からは刑務所慰問団「楽笑会」を主宰、弟子の中田ダイヤ・夢乃モンド、夢路いとし・喜味こいし、音頭取りなどを連れて巡業に回った。

## 弟子
- 中田カウス・ボタン
- 中田ネオン・サイン - 中田ネオンは現・大木こだま・ひびきの大木ひびき
- 中田伸江・伸児
- 中田ナイス・パット - 中田ナイスは後の中田伸児
- 中田ブラック・ホワイト
- 中田ヒッチ・ピッチ

など